# 霍氏短脊鱂
霍氏短脊鱂，為輻鰭魚綱鯉齒目鯉齒亞目花鳉科的其中一種，分布於中美洲尼加拉瓜普林萨波尔卡河至哥斯大黎加帕库阿勒河流域，體長可達5公分，棲息在流動緩慢或靜止的溪流，屬肉食性，生活習性不明。